# Ancho imperial

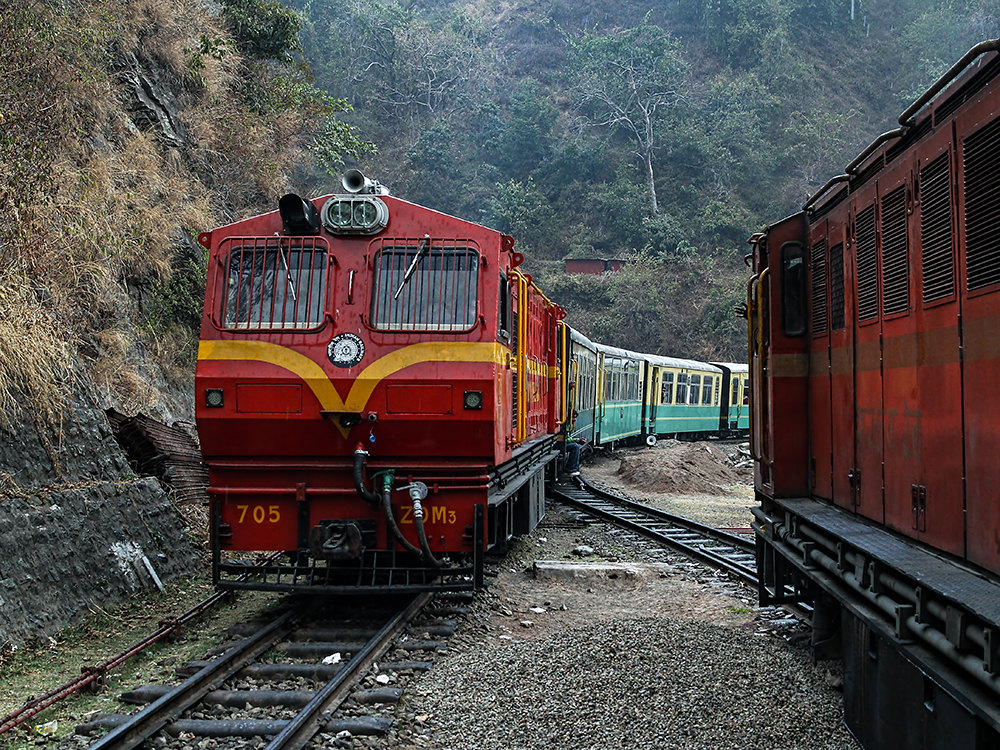
Ferrocarril de Kalka-Shimla, en la India, Patrimonio de la Humanidad

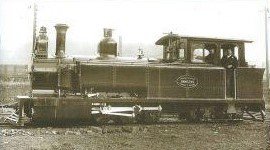
Ferrocarril Ligero de Barsi. Locomotora Clase A

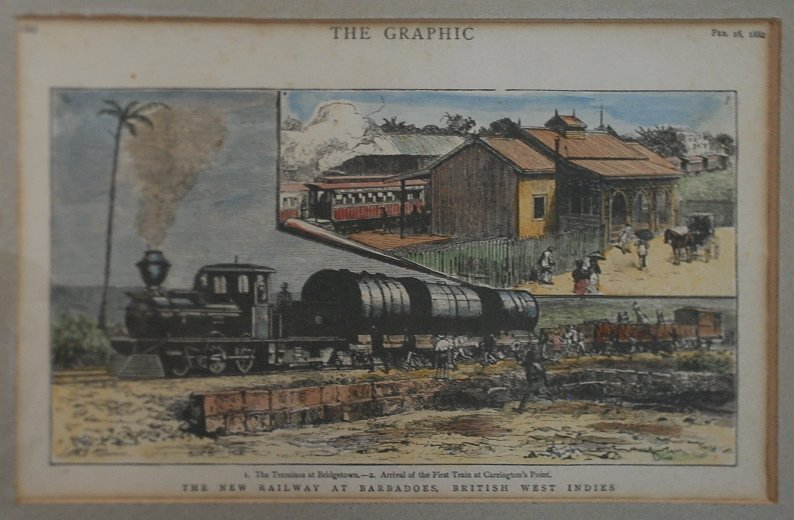
El Ferrocarril de Barbados

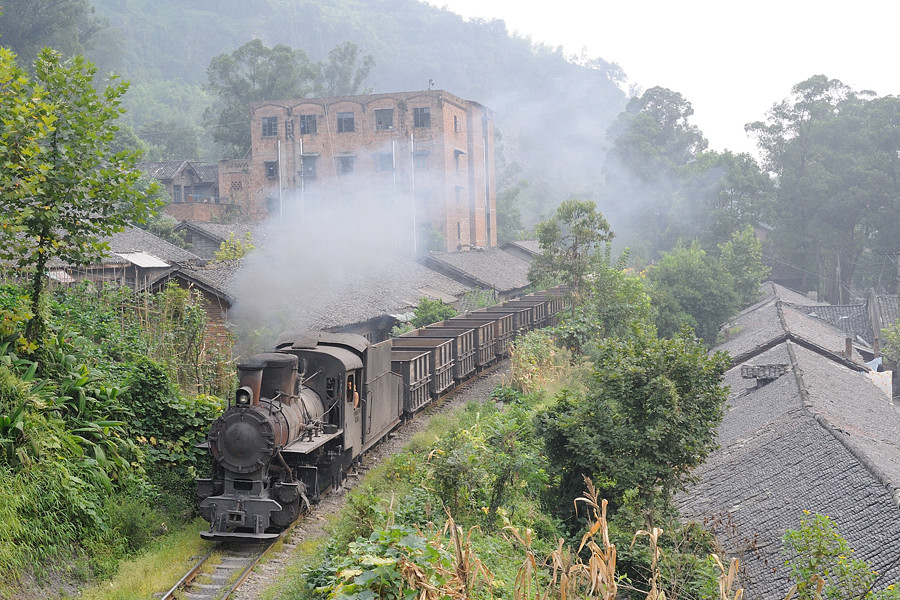
El Ferrocarril Chino Shibanxi

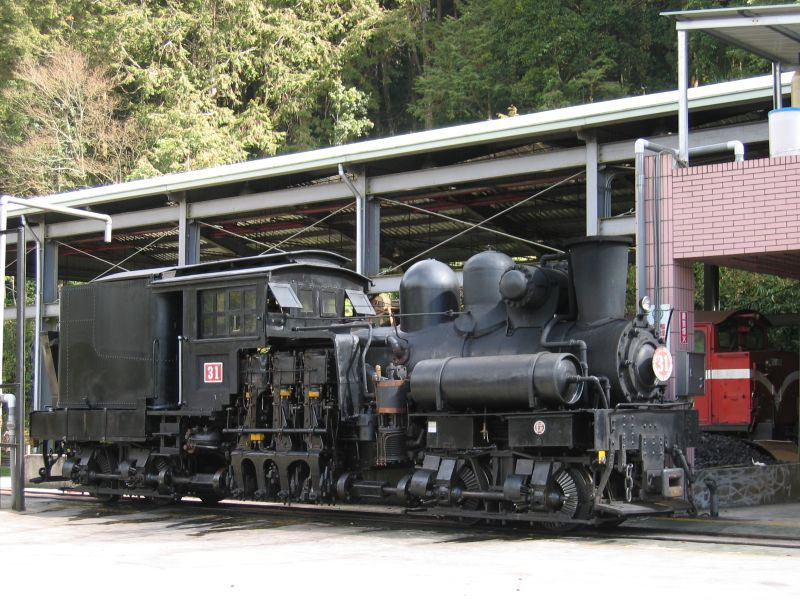
Locomotora Shay del Ferrocarril Forestal Alishan en Taiwán

El término ancho imperial, con una medida de 2 pies 6 plg (762 mm) o dos pies y medio, sirve para denominar los ferrocarriles de vía estrecha promovidos especialmente en las colonias del Imperio Británico durante la segunda mitad del siglo XIX por los ingenieros Thomas Hall y Everard Calthrop.
Este ancho tomó carta de naturaleza inicialmente gracias a los trabajos en la India del ingeniero británico Everard Calthrop, que vio la oportunidad de rentabilizar líneas secundarias con un elevado tráfico potencial de viajeros, conectadas con líneas de ferrocarril de gran capacidad. Para ello, racionalizó y estandarizó la construcción del material móvil, uniformando la carga por eje a un máximo de 5 toneladas y minimizando al máximo los costes de construcción, explotación y mantenimiento. El Ferrocarril Ligero de Barsi, una línea de ancho imperial que llegó a tener 202 millas (325,1 km) de largo, se convirtió en un gran éxito y en una referencia para las líneas posteriores del mismo tipo.
El éxito de estos pequeños ferrocarriles llevó a que se implantaran en la Colonia del Cabo de la mano del también ingeniero británico Thomas Hall, y que se extendieran por el estado de Victoria, en Australia. Así mismo, se convirtieron en una útil herramienta en plantaciones agrícolas o forestales a gran escala en el Sudeste de Asia y en el Caribe, sirviendo a su vez de medio de transporte en numerosas islas con orografía accidentada.
Con el paso del tiempo, gran parte de estas líneas han desaparecido, bien por falta de rentabilidad o por haberse transformado a anchos de vía más amplios. A comienzos de la década de 2020, había inventariados seis países con ferrocarriles de ancho imperial de cierta entidad en servicio: la República Dominicana, la India, Japón, Nepal, la isla de San Cristóbal, Taiwán.

## Instalaciones
| País/Territorio        | Ferrocarril |
| ---------------------- | --- |
| Afghanistán            | - Tranvía Kabul-Darulaman (desaparecido) |
| Antigua y Barbuda      | - Red en las plantaciones de caña de azúcar de 80 km de largo (desaparecida) |
| Australia              | - Línea de Ferrocarril de Crowes (desaparecido) - Línea ferroviaria Gembrook (Ferrocarril Puffing Billy) (en funcionamiento) - Tranvía de Tyers Valley (desaparecido) - Ferrocarril de Walhalla Goldfields (en funcionamiento) - Línea de Ferrocarril Walhalla (desaparecido) - Línea de Ferrocarril Welshpool Jetty (desaparecido) - Línea de Ferrocarril de Whitfield (desaparecido) |
| Barbados               | - Ferrocarril de Barbados (convertido a 3 pies 6 plg (1067 mm)) de ancho (desaparecido) |
| Brasil                 | - Ferrocarril Oeste de Minas (en funcionamiento) |
| Chile                  | - Ferrocarril de Caleta Coloso a Aguas Blancas (desaparecido) - Ferrocarril de Junín (desaparecido) - Ferrocarril de Antofagasta a Bolivia (cruza a Bolivia) (convertido a 1000 mm (3' 32/5") de ancho) (en funcionamiento) |
| China                  | Artículo principal: Ferrocarriles de vía estrecha en China |
| Chipre                 | - Ferrocarril del Gobierno de Chipre (desaparecido) |
| Haití                  | Artículo principal: Historia del transporte por ferrocarril en Haití |
| India                  | - Ferrocarril de Kalka-Shimla (en funcionamiento) |
| Irak                   | Artículo principal: Ferrocarriles en Irak |
| Japón                  | Artículo principal: Ferrocarriles de ancho imperial en Japón |
| Corea del Norte        | - Línea de Changjin (en funcionamiento) - Línea de Kanggye (en funcionamiento) - Línea de Paengmu (en funcionamiento) - Línea de Pochon (en funcionamiento) - Línea de Samjiyon (en funcionamiento) - Sinhŭng Line (en funcionamiento) - Línea de Unnyul (en funcionamiento) - Línea de Unsan (en funcionamiento)                                                                      |
| México                 | - Ferrocarril de Zacatlán (desaparecido) |
| Mozambique             | - Ferrocarril de Gaza (en funcionamiento) |
| Myanmar                | - Ferrocarril Ligero de Arakan (estado operativo desconocido) - Ferrocarril Ligero de Madaya (desaparecido) |
| Nigeria                | - Bauchi Light Railway (también están presentes las líneas de medidor 3 pies 6 plg (1067 mm)) (desactivado) |
| Pakistán               | - Línea Ramal Bannu-Tank (abierto en 1913, cerrado en 1995) - Línea del Ramal de Daud Khel-Lakki Marwat (abierta en 1913, cerrado en 1995) - Ferrocarril Ligero Larkana-Jacobabad (abierto en 1924, cerrado en 2005) - Ferrocarril de Zhob Valley (abierto en 1929, cerrado en 1986)                                                                                                   |
| San Cristóbal y Nieves | - Ferrocarril Escénico de St. Kitts (en funcionamiento) |
| Sierra Leona           | - Ferrocarril del Gobierno de Sierra Leona (desaparecido) |
| Sudáfrica              | - Ferrocarril de Namaqualand (desaparecido) - Tranvía de Sheba (desaparecido) |
| Taiwán                 | - Ferrocarril Forestal de Alishan (en funcionamiento) - Línea Hualien-Taitung (convertida a 3 pies 6 plg (1067 mm)) (en funcionamiento) - Ferrocarriles Azucareros de Taiwán (en funcionamiento) |
| Reino Unido            | Artículo principal: Ferrocarriles de ancho imperial en el Reino Unido |
| Estados Unidos         | Artículo principal: Ferrocarriles de ancho imperial en los Estados Unidos |